# Roger Cerdà i Boluda
Roger Cerdà i Boluda (Xàtiva, 12 de juliol de 1979) és un polític valencià, alcalde de Xàtiva (la Costera) des de 2015.

## Biografia
Nascut a Xàtiva el 12 de juliol de 1979, Cerdà va cursar estudis de Farmàcia, alhora que iniciava el seu camí com a edil socialista al consistori de Xàtiva. Després de més de 10 anys com a regidor, i tres com a portaveu del grup socialista va aconseguir arribar a l'alcaldia de Xàtiva en les eleccions de 2015, unes eleccions marcades per la polèmica suscitada després fer-se públiques unes converses en què escoltava l'anterior alcalde, Alfonso Rus Terol, suposadament comptant diners del cobrament d'una comissió, encara que Rus va negar ser la persona gravada.
El 2019 i 2023 va revalidar el càrrec.
És germà de l'escriptor i professor Ximo Cerdà.